# Неаполитанские Бурбоны
Неаполитанские Бурбоны (итал. Borbone di Napoli или Сицилийские Бурбоны итал. Borbone delle Due Sicilie) — младшая ветвь Испанских Бурбонов (ок. 1735 года).

## Неаполитанское королевство
По прелиминарному миру 3 октября 1735 года, завершившему Войну за польское наследство 1733—1735 (подтвержден Венским австро-французским договором 18 ноября 1738 года), Австрия отказалась от королевства Неаполя и Сицилии в пользу дона Карлоса Пармского, пятого сына Филиппа V Испанского, с условием, что оно не будет объединено с Испанией.
В 1759 году дон Карлос стал испанским королём, передав Неаполь и Сицилию своему третьему сыну дону Фернандо (1751—1825), который основал линию неаполитанских Бурбонов под именем Фердинанда IV. В 1806 он был изгнан из Неаполя наполеоновскими войсками, но с помощью английского флота сохранил власть над Сицилией; Наполеон I передал неаполитанскую корону сначала своему брату Жозефу (1806—1808), а затем маршалу Иоахиму Мюрату (1808—1815).

## Королевство обеих Сицилий
После отречения Мюрата от неаполитанского престола 20 мая 1815 года его вновь занял Фердинанд IV, провозгласивший себя в 1816 году королём обеих Сицилий. Ему наследовали его сын Франциск I (1825—1830), внук Фердинанд II (1830—1859) и правнук Франциск II (1859—1860). В результате восстания на Сицилии в апреле—мае 1860 и вторжения в королевство отрядов Джузеппе Гарибальди в мае—октябре Франциск II лишился престола; референдум 21 октября 1860 года узаконил низложение неаполитанских Бурбонов и одобрил вхождение Неаполя и Сицилии в состав объединенной Италии.

## Сицилийские Бурбоны сегодня
После смерти в 1894 году бездетного Франциска II права на корону Обеих Сицилий перешли к его младшему брату Альфонсо, графу Казерта (1841—1934), и его потомкам Бурбонам Калабрийским.

## Династический спор о главенстве в королевском доме
Предыстория конфликта
Принц Альфонсо Мария, граф де Казерта возглавлял дом до 1934 года. Ему наследовал его старший сын принц Фердинанд Пий, герцог Калабрийский, возглавлявший королевский дом 26 лет (1934—1960). Его единственный сын умер в 1914 году, и права главы дома должны были перейти к одному из младших сыновей графа де Казерта. Первым, по старшинству, был принц Карлос Танкред (1870—1949). Он служил в испанской армии, в 1901 году вступил в брак с инфантой Марией де Лас Мерседес, дочерью Короля Испании Альфонса XII. До рождения инфанта Альфонсо Испанского (1907), сына короля Альфонсо XIII был одним из главных претендентов на трон Испании. По правилам испанских и неаполитанских Бурбонов не допускалось объединение двух королевств. 14 декабря 1900 года Карлос Танкред, с согласия своего отца, отрёкся от прав на престол Королевства Обеих Сицилий. Вторым, по сташинству в королевском доме, стоял его младший брат Раньери Мария, герцог де Кастро, он и возглавлял королевский дом с 1960 года по 1973 год. Раньери был признан главой Бурбон-Сицилийского дома всеми родственниками, кроме племянника принца Альфонсо Марии и его сына инфанта Карлоса. Сын Карлоса Танкреда, инфант Альфонс Мария (1901—1964), отказался признать отречение своего отца и в 1960 году заявил о своих претензиях на главенство в королевском доме .
Династический спор
Таким образом, с 1960 года существуют два параллельных королевских дома Обеих Сицилий.
На главенство в доме претендовали:
1. Его Королевское Высочество инфант Карлос (1938-2015), герцог Калабрийский (Испания), сын Альфонса Марии
2. Его Королевское Высочество принц Карло, герцог де Кастро (Франция), внук Раньери Марии[2]

Оба королевских дома пользуются поддержкой аристократических кругов и действуют на территории Италии. Награды обоих домов признаны Италией. Большинство королевских домов Европы признали главой Бурбон-Сицилийского Дома принца Раньери и его потомков, но испанский королевский дом признает претензии потомков инфанта Карлоса  Танкреда. Римская церковь не высказала своего предпочтения ни одному из претендентов, сохраняя нейтралитет в этом вопросе и поддерживая отношения с обоими домами .
24 января 2014 года в Неаполе состоялось примирение между двумя ветвями Королевского Дома Обеих Сицилий.
Две семьи взаимно признали титулы друг друга, а дочери герцога Кастро получили новые титулы: принцесса Мария Каролина стала герцогиней Палермской, а принцесса Мария Кьяра герцогиней Капри.
В соответствии с Актом о примирении инфант Карлос и принц Карло признавались Главами Королевского Дома Обеих Сицилий и получали равные права по представлению всей семьи. Общее главенство в династии будет сохраняться до смерти принцев Карло, герцога де Кастро, и Педро, герцога Калабрийского, сына инфанта Карлоса, после чего объединенную династию возглавит старший сын принца Педро принц Хайме, герцог де Ното.
В настоящее время претендентами на главенство в Доме являются принц Карло Бурбон-Сицилийский, герцог Кастро (род. 1963) (глава неаполитанской ветви Дома с 2008 года), и принц Педро Бурбон-Сицилийский, герцог Калабрийский (род. 1968) (глава испанской ветви с 2015 года).
15 мая 2016 года принц Карло, герцог де Кастро обнародовал свое решение изменить правила наследования, которые до сих пор были в силе у этой ветви Бурбонов, чтобы сделать их "совместимыми с международными и европейскими нормами, которые запрещают любую дискриминацию между мужчинами и женщинами". Таким образом салическая система заменяется на абсолютную примогенитуру.
Принц Педро, герцог Калабрийский выступил с заявлением, в котором утверждает, что герцог Кастро не имеет полномочий изменять законы наследования в Доме Неаполитанских Бурбонов. Он также утверждает, что одностороннее решение герцога Кастро противоречит соглашению 2014 года и делает невозможным сохранить мир и гармонию в семье.